# 徳光健治
徳光健治（とくみつ　けんじ、1965年5月29日 - )　は、株式会社タグボート代表取締役。

## 人物
福岡県北九州市出身。北九州市立石峯中学校出身。福岡県立東筑高等学校卒業。中学時代は剣道部に所属。高校1年時に生徒会長を務めていた。幼少期から絵を描くのがとても好きで、漫画は読むのも描くのも大好きだった。 中学の頃には塾の時間に勉強をサボって漫画を描いたり、高校に入ってからも人に頼まれて絵を描いたりしていた。
山口大学卒業後、ニチメン株式会社（現：双日）、アーサーアンダーセン、サイバードなどを経て、2008年に株式会社エムアウトに入社。2003年10月に株式会社エムアウトで創業されたファインアーツ事業の事業部長に2008年4月に就任。同年9月に株式会社ギャラリータグボートを設立し代表取締役に就任。2010年3月にMBO（マネジメント・バイ・アウト）により株式会社ギャラリータグボートの全株式を株式会社エムアウトより德光健治個人に譲渡する形で独立、現在に至る。
総合商社、外資系コンサルティングファーム、モバイルコンテンツ会社などで経験を積んだが、アート領域については全くの未経験のまま業界に参入。德光が入社するまでのタグボートは、ギャラリー経由の委託作品やセカンダリー作品のネット販売が中心であった。德光が代表になってからは自社が直接取り扱う作家の拡充やイベント展示の開催を継続的に行うなど、従来の現代アートギャラリー業界とは異なる手法で運営している。
現代アートが投資のひとつとして成立することを訴えており、アート投資に関する書籍の発行、各種セミナー、講演など積極的に活動している。また、現代アートの面白さを大衆に広く伝えるためにメディア露出として地上波テレビを中心に出演し、作品の持つ背景を知る楽しさや、アートの投資的価値について説明することが多い。
実際に彼がアート業界に関わるようになってから「日本のアートマーケットが、予想以上に規模が小さく衝撃を受けた」と言っている。「アーティストの理解者を増やし、食べていけるアーティストの数を増やしたい」というのが彼の目標であり、「日本のアートマーケットの環境を変えたい」という強い思いのもと、運営を行なっている。

## 出版
- 投資としてのアート、教養としてのアート（クロスメディア・パブリッシング） - 2019年4月12日
- 知識ゼロからはじめる 現代アート投資の教科書 （イースト・プレス）- 2021年9月17日

## メディア出演
- 【日本テレビ】ウチのガヤがすみません！ - 「この作品！いくら出せる！？アート芸人オークション」のコーナーで、スタジオでアート芸人の作品を鑑定する「ガヤ公式鑑定人」として出演（2019年、2020年）
- 【ＴBS】一番だけが知っている - アート作品の鑑定人として出演（2019年、2020年）
- 【フジテレビ】Kinki Kidsのブンブブーン - 「ブンブブーン美術館」のコーナーで、若手作家の作品紹介をしている（2021年）
- 【TOKYO MX】5時に夢中！- 「現代アート 何を伝えたいでしょう？」というコーナーに出演（2021年〜現在）